# ТЕС Омотошо
6°44′8.5″ пн. ш. 4°42′38.2″ сх. д. / 6.735694° пн. ш. 4.710611° сх. д.
ТЕС Омотошо – теплова електростанція в Нігерії у південному штаті Ондо.
Площадку для станції обрали між Лагосом та Бенін-Сіті, відстань до яких складає 140 та 100 км відповідно. Поряд проходить трубопровід Ескравос-Лагос, по якому на захід країни постачається природний газ із дельти Нігеру. В 2006 році тут ввели в експлуатацію вісім газових турбін типу Frame 6 (розробник General Electric) виробництва китайської Nanjing Turbine and Electric Machinery Group. При номінальній одиничній потужності (ISO-потужності) в 41,9 МВт,  у кліматичних умовах Нігерії вони можуть працювати з максимальною потужністю лише 38 МВт.  Генеральним підрядником будівництва виступила China National Machinery and Equipment Import and Export Corporation CEMEC.
У листопаді 2013-го станцію приватизували на користь компанії Pacific Energy. На той момент фактична потужність ТЕС становила лише 50 МВт. За результатами прийнятих заходів з відновлення обладнання через два роки вдалось ввести в роботу  вісім турбін загальною потужністю 270 МВт. Втім, на режим роботи могли впливати перебої з подачею палива та здатність енергомережі забезпечити транспортування електроенергії (саме тоді у Нігерії відбувались чисельні акти саботажу на енергооб’єктах), а також системні неплатежі з боку споживачів.